# Casque de parade de Charles VI
Le casque de parade de Charles VI (aussi appelé Chapel doré de Charles VI) est un casque d'apparat dont les restes ont été retrouvés dans les fossés de la forteresse du Louvre.

## La découverte
Lors des fouilles de la cour carrée en 1984 pour les travaux du Grand Louvre, un grand nombre d'objets de la vie courante datant du Moyen Âge ont été retrouvés (cruches, dés à jouer, flacons...). Parmi ceux-ci, un casque de parade éclaté en plus de 150 morceaux. 
Il est formé de deux parties : le casque et une couronne fixée au bord inférieur au-dessus de la visière. Il est constitué de cuivre ciselé doré et émaillé et construit avec beaucoup de soin. Cela permettait de l'identifier comme un casque de parade et non un casque de guerre. La présence d'un décor fleurdelysé, de fleurons sur la couronne et de semis de fleur de lys dans les médaillons rectangulaires émaillés, indique qu’il s’agit d’un objet royal.
Le casque avait manifestement été dépecé par un voleur et traité chimiquement pour essayer d'en récupérer le métal précieux.

## L'attribution àCharles VI(1368 -1422)

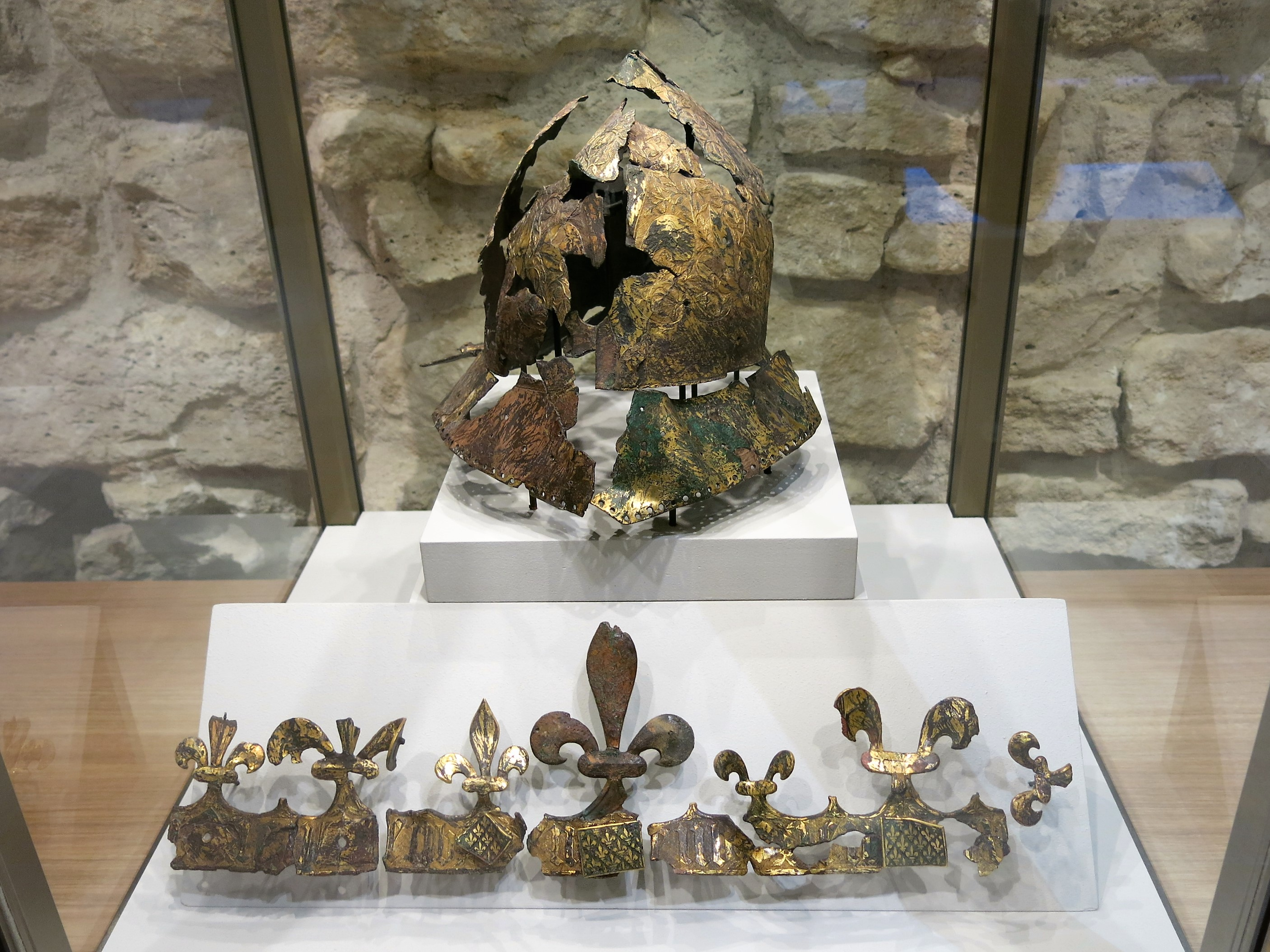
Les morceaux originels retrouvés lors des fouilles

Dès le milieu du XIVe siècle, parallèlement à la tradition des armoiries (pour les rois, l’emblème des fleurs du lys) s'ajoute en Occident l'usage d'une devise et d'un symbole. La devise de Charles VI était "en bien" et son symbole un cerf ailé. Et dans un inventaire de 1411, on décrit un « …chapeau de fer doré à fleurs de lis élevées à une couronne et au-dessous des cerfs volants et a un mot qui dit EN BIEN et au-dessus une fleur de lis ».
Or sur le casque retrouvé sont visibles des traces de l’inscription "En ien". Et on trouve un cerf ailé blanc sur le casque ainsi que sur l'un des deux pennons de bronze émaillé (le deuxième pennon portant un décor de plume de faisan). Ce sont ces éléments qui ont permis d'attribuer le casque à Charles VI.
Le voleur, en dissimulant son larcin, a permis la conservation d'un objet exceptionnel dont on ne connaît aucun autre exemple.